# يوكيو بيتر
يوكيو بيتر هو رباع ناوروي، ولد في 29 يناير 1984 في ضاحية إيو ‏ في ناورو.

## وصلات خارجية
- يوكيو بيتر على موقع أوليمبيديا (الإنجليزية)
- يوكيو بيتر على موقع اتحاد ألعاب الكومنولث (مؤرشف) (الإنجليزية)
- يوكيو بيتر على موقع دورة ألعاب الكومنولث 2006 (مؤرشف) (الإنجليزية)